# Martta Wendelin

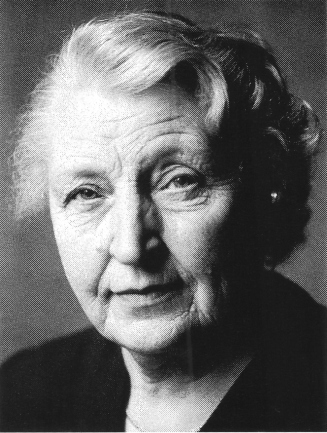
Martta Wendelin år 1963.

Martta Maria Wendelin, född 23 november 1893 i Kymmene, död 1 mars 1986 i Tusby, var en finländsk bildkonstnär och illustratör.
Wendelin studerade vid Helsingfors universitet för Eero Järnefelt 1910–1916. Sin illustratörskarriär började hon 1919 vid Söderströms förlag där hon arbetade fram till 1925 då hon övergick till förlaget Otava. Hennes produktion omfattar talrika bokomslag, illustrationer i barn- och skolböcker, postkort, julpostmärken och omslag för tidningen Kotiliesi. Därutöver målade hon porträtt och blomsterbilder.
Wendelins hem i Tusby inhyser i dag ett konstmuseum med hennes namn.